# Ivan Sergejevič Turgeněv
Ivan Sergejevič Turgeněv (rusky Иван Сергеевич Тургенев, 28. říjnajul./ 9. listopadu 1818greg. Spasskoje u Orlu – 22. srpnajul./ 3. září 1883greg. Bougival) byl ruský realistický spisovatel, prozaik, básník, dramatik, publicista a překladatel.

## Život

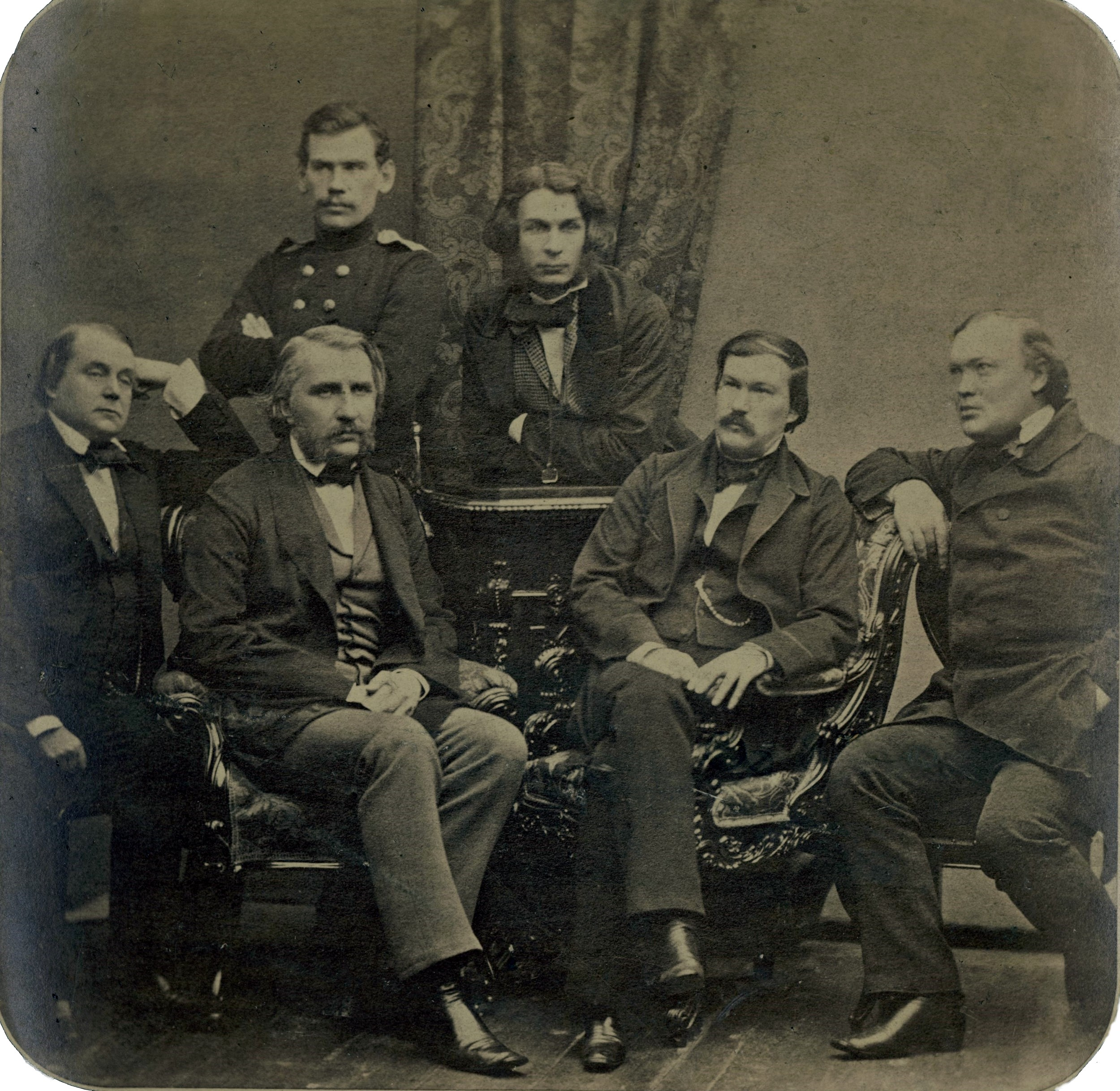
S. L. Levickij: skupinový portrét ruských spisovatelů časopisu „Современник“ (Současník) I. Gončarov, I. Turgeněv, L. N. Tolstoj, Dmitrij Grigorovič, Alexandr Vasiljevič Družinin a Alexandr Ostrovskij (1856)

### Mládí a studium
Ivan Sergejevič Turgeněv pocházel z velmi zámožné šlechtické rodiny, jeho otec byl důstojník, který brzy odešel do výslužby a doma velmi autoritářsky vládl. Dětství strávil Turgeněv většinou na rodném panství Spasskoje-Lutovinovo v Orelské oblasti, kde jeho výchovu zajišťovali domácí učitelé. Dětství na panství mělo vliv na Turgeněvův odmítavý postoj k nevolnictví, který se projevil i v jeho pozdější tvorbě. Od roku 1827 pobýval v penzionátu v Moskvě. Po maturitě studoval literaturu v letech 1833–1834 v Moskvě, 1834–1837 v Petrohradě. Už v té době se pokoušel o první literární tvorbu, chtěl se stát básníkem. V roce 1834 napsal dramatickou poemu Stenio (Сте́но) v pětistopých jambech a povzbuzen kladným vyjádřením svého profesora napsal řadu dalších básní. V roce 1838 byly dvě jeho básně zveřejněny v časopis Současník (Современник). V letech 1837–1841 žil v Berlíně, kde studoval i klasické jazyky a v Heidelbergu. Naučil se starořečtinu a latinu, což mu umožnilo číst antickou klasickou literaturu. Navštěvoval také přednášky z filozofie a velký dojem na něj učinilo především hegelovské myšlení a německý idealismus. Mezitím navštívil také Itálii a Rakousko. V letech 1840 a 1842 krátce pobýval i v Mariánských Lázních.
V roce 1842 se usadil v Moskvě, složil magisterské zkoušky z řecké a latinské filologie a napsal dizertační práci. Chtěl se stát profesorem filosofie, tento obor byl však v té době jako zbytečný zrušen. Roku 1843 se v Petrohradu seznámil se slavnou francouzskou zpěvačkou Pauline Viardotovou, s níž navázal celoživotní přátelství.
Pracoval dva roky jako úředník na Ministerstvu pro vnitřní záležitosti. Během těchto let si vytvořil široký okruh literárních kontaktů, které měly vliv i na jeho vlastní tvorbu. Zpočátku měla romantické rysy, zejména pod vlivem Lermontovovy poezie, jak je patrné v básních Starý pronajímatel (Старый помещик, 1841), Balada (Балладa, 1841) nebo Vyznání (Исповедь, 1845). V roce 1843 mu první větší úspěch přineslo knižní vydání veršované básně Paraša (Параша). Dílo vysoce ocenil kritik V. G. Bělinskij, který se stal jeho blízkým přítelem.  Věnoval se dramatu a současně překládal Byronova a Shakespearova díla. Stále více psal prózu, jeho povídky, drobné črty a romány navazující na tradici ruského romantismu získávaly značnou oblibu čtenářů.

### Literární kariéra v Rusku
Rozhodl se opustit úřednické místo a věnovat se plně literatuře. V roce 1847 zaznamenala velký úspěch povídka Tchoř a Kalinyč (Хорь и Калиныч), publikovaná v časopise Současník s podtitulem z Lovcových zápisků. Příběh obsahující poetické líčení krás ruské krajiny a přírody byl vykládán také jako Turgeněvův protest proti nevolnictví. Povídky popisující život a přírodu na ruském venkově očima lovce vycházely postupně až do roku 1852. Knižně byly vydány poprvé roku 1854 v Paříži, v Rusku pak roku 1856 pod názvem Lovcovy zápisky (Записки охотника).
V Moskvě se seznámil s významnými slavjanofily (Chomjakov, Kirejevskij), ale přiklonil se ke směru, který usiloval o přiblížení Ruska k západní Evropě a později se nazýval západnický (Bělinskij, Gercen).
V roce 1847 Turgeněv spolu s přítelem Bělinským odcestoval do zahraničí. V Paříži byl svědkem revolučních událostí roku 1848 a prožitá zkušenost měla vliv na jeho negativní postoj k revolucím obecně. V roce 1850 se vrátil do Ruska, kde mezitím zemřela jeho matka. S bratrem Nikolajem si rozdělili majetek a na zděděném panství se snažil zlepšit životní podmínky nevolníků. Osvobodil všech asi 1000 nevolníků.    

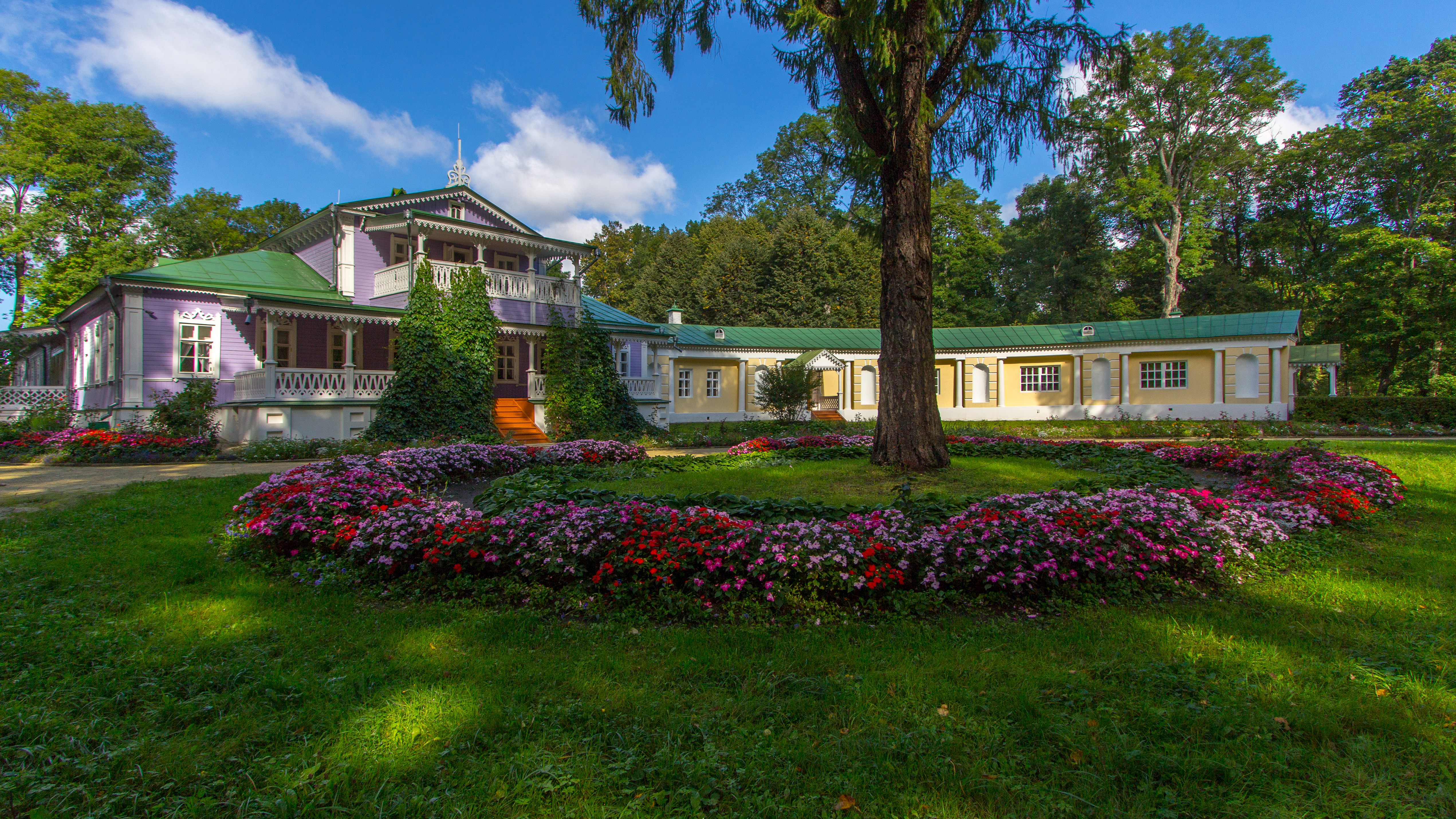
Spasskoje–Lutovinovo, rodný dům I.S.Turgeněva

Roku 1852 zemřel jeho velký literární vzor N. V. Gogol. Turgeněv uctil jeho památku v nekrologu, který petrohradská cenzura zakázala publikovat. Turgeněv ji však obešel a článek publikoval v Moskvě. Za to byl zatčen a vykázán do vyhnanství ve své rodné vesnici. Věnoval se tam studiu literatury, další literární tvorbě a také své velké zálibě, lovu. Ve vyhnanství napsal jednu ze svých nejznámějších povídek Mumu (Мумy), která byla zveřejněna v časopise Současník roku 1854. Roku 1854 bylo vyhnanství na přímluvu následníka trůnu, pozdějšího cara Alexandra II., zrušeno a Turgeněv odjel do Paříže.
V roce 1856 napsal svůj první román Rudin (Рудин), po kterém následovalo dalších pět velkých próz, ve kterých vytvořil kroniku života ruské společnosti konce 19. století: Šlechtické hnízdo (Дворянское гнездо, 1858), V předvečer (Накануне, 1859), Otcové a děti (Отцы и дети, 1861), Dým (Дым, 1867) a Novina (Новь, 1876). Aktivně se angažoval v diskusi o nadcházející rolnické reformě, psal články do ruských novin, zprostředkoval kontakty se zahraničím (Gercen, Bakunin), i když později se kvůli rozdílným názorům jejich vztahy zkomplikovaly.

### Život v cizině
Od roku 1861 žil téměř stále v cizině. Svou vlast navštěvoval jen příležitostně, v době honů zajížděl do rodného Orla. Postavil si dům v Baden-Badenu v blízkosti domu, kde žila jeho přítelkyně Pauline Viardotová. V roce 1870, po francouzsko-pruské válce, opustil město a usadil se ve Francii. Aktivně se podílel na kulturním životě západní Evropy. Seznámil se s největšími spisovateli Německa, Francie a Anglie, propagoval ruskou literaturu v zahraničí a představil ruským čtenářům nejlepší díla současných západních autorů. Působil jako konzultant a editor zahraničních překladatelů ruských spisovatelů, psal předmluvy a poznámky k překladům ruských spisovatelů do evropských jazyků, stejně jako k ruským překladům děl slavných evropských spisovatelů. Překládal západní spisovatele do ruštiny a díla ruských spisovatelů a básníků do francouzštiny a němčiny. Do kroužku jeho blízkých přátel patřili například Gustave Flaubert, Prosper Mérimée, Gustav Freytag a Theodor Storm. Úzké kontakty udržoval také s Edmondem de Goncourtem, Daudetem a Zolou. Získal si renomé v celé západní Evropě. V roce 1879 mu byl udělen titul čestného doktora Oxfordské univerzity. Koncem sedmdesátých let se Turgeněv přiblížil k vůdcům revoluční emigrace z Ruska, jeho kruh známých zahrnoval P. L. Lavrova, P. A. Kropotkina, G. A. Lopatina a mnoho dalších. V Rusku se těšil velké popularitě, jeho návštěvy Ruska v letech 1878–1881 byly skutečnými triumfy. Naposledy byl Turgenev ve svém rodišti v létě 1881.
V letech 1874 a 1875 se léčil s bolestivými záchvaty dny v Karlových Varech. Zde o něj pečoval rakouský balneolog Josef Seegen. Od roku 1882 Turgeněv trpěl velkými bolestmi, které mu způsobovala rakovina kostí. Nemocný spisovatel strávil zimu v Paříži a na léto byl převezen do Bougivalu na panství Viardotových. Pokračoval v práci a krátce před svou smrtí nadiktoval Pauline Viardotové svou poslední povídku Konec (Une fin). Ivan Sergejevič Turgenev zemřel 22. srpna 1883. Po smutečním ceremoniálu byl podle svého posledního přání převezen z Paříže do Petrohradu. Je pohřben na Volkovském hřbitově, v blízkosti hrobu přítele Belinského.

## Osobní život
Turgeněv měl během svého života několik milostných vztahů, ale nikdy se neoženil. Měl nemanželskou dceru Pelageju (Pauline), která se narodila v roce 1842. Její matkou byla chudá švadlena a dítě bylo později svěřeno do péče rodiny Viardotových. Turgeněv ji oficiálně uznal za svou dceru až v roce 1857. Nejdůležitější ženou Turgeněvova života byla francouzská operní zpěvačka Pauline Viardotová, i když skutečná povaha jejich vztahu zůstává předmětem dohadů. Setkali se v Petrohradě roku 1843 a zůstali blízkými přáteli téměř čtyřicet let, přestože Viardotová byla provdána. Tento osudový vztah ovlivnil celý jeho život, následoval ji do ciziny a žil v blízkosti její rodiny. Zpěvačka byla inspirací i v jeho v literární tvorbě pro řadu ženských postav, Turgeněv pro ni napsal také několik písňových textů.
Turgeněv byl už mládí vášnivým lovcem. Podnikal řadu loveckých výprav v okolí svého statku nebo do centrálních ruských provincií. Zážitky z lovu jsou námětem povídek v jedné z jeho nejpopulárnějších knih Lovcovy zápisky. Druhým jeho velkým koníčkem byly šachy. Hrával nejen se svými přáteli spisovateli, ale byl známý také v Itálii nebo Francii. Úroveň jeho hry byla velmi dobrá a těšil se velké autoritě i mezi profesionálními šachisty. Šachy se objevují i v jeho literární tvorbě, např. básni Andrej (Андрей, 1846 ) nebo povídkách Nešťastná (Несчастная, 1869), Zátiší (Затишье, 1854), Požár na moři (Пожар на море,1883).

## Dílo
Turgeněv začínal jako jemný lyrický básník, tuto svoji ranou tvorbu však později zavrhl a začal psát prózu, silně ovlivněnou Lermontovem a tzv. naturální školou, jejíž rámec však postupně přerostl. Lovcovy zápisky podávají velmi poetický pohled na prosté venkovské lidi i ruskou přírodu, zároveň však ostře kritizují nevolnictví, k jehož zrušení později významně přispěly. Turgeněv vynikal jemným, citlivým až melancholickým líčením svých témat a schopností stručně charakterizovat i velmi složité postavy.

### Básně
- Paraša (Параша) 1843 – poema

### Romány
- Rudin (Рудин), 1856 – tento román byl pojmenován po hlavním hrdinovi. Rudin je schopný a vzdělaný. Nedaří se mu uplatnit, proto se cítí být zbytečný. Rudin nakonec zcela zbytečně zemřel na barikádě. Toto dílo znovu otevřelo problém tzv. zbytečného člověka.
- Šlechtické hnízdo (Дворянское гнездо), 1858
- V předvečer (Накануне), 1859.[7]
- Otcové a děti (Отцы и дети), 1861 – sociálně-psychologický román; boje za zrušení nevolnictví; názorový střet mezi konzervativními ruskými statkáři (otcové) a radikály (děti)
- Dým (Дым), 1867
- Novina (Новь), 1876

### Povídky a novely
- Lovcovy zápisky (Записки охотника), 1852 – kniha povídek, kde sepsal nejen vlastní zážitky z lovu, ale i příběhy, které se mezi lovci vyprávěly. Nejznámější povídky se jmenují Šafář, Běžin Luh nebo Pěvci.
- Asja (Ася), 1857
- První láska (Первая любовь), 1860
- Jarní vody (Вешние воды), 1872
- Hodinky (Часы), 1875

### Drama
- Venkovanka (Провинциалка), 1851
- Měsíc ve vsi (Месяц в деревне), 1855
- Snídaně u maršálka (За́втрак у предводи́теля), 1856

## Fotogalerie

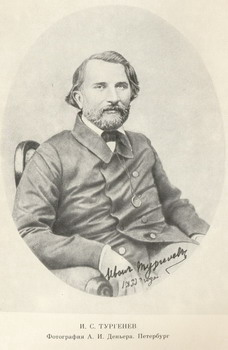
Ivan Sergejevič Turgeněv
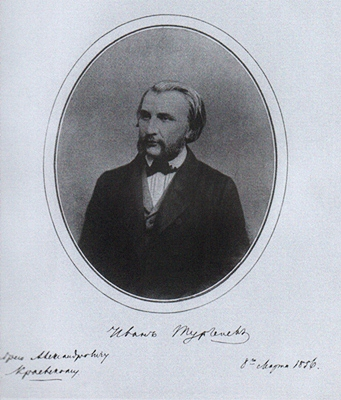
Ivan Sergejevič Turgeněv (1856)
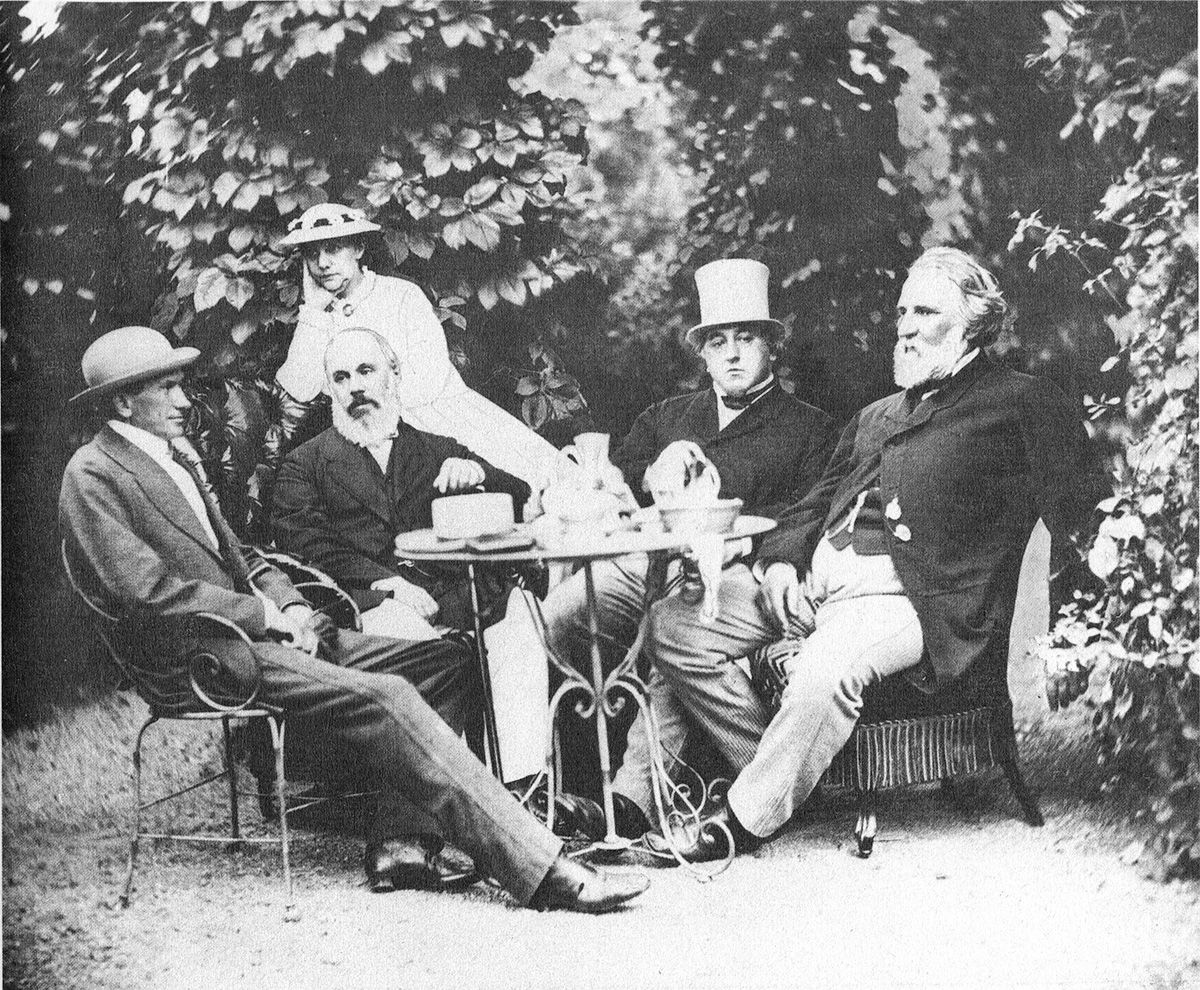
Zcela vpravo: Ivan Sergejevič Turgeněv (1867)
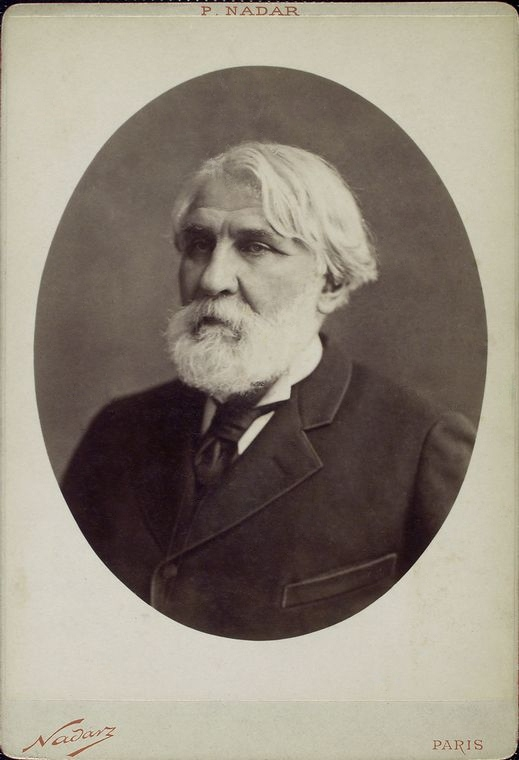
Ivan Sergejevič Turgeněv
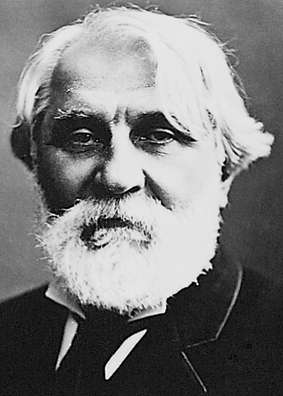
Ivan Sergejevič Turgeněv
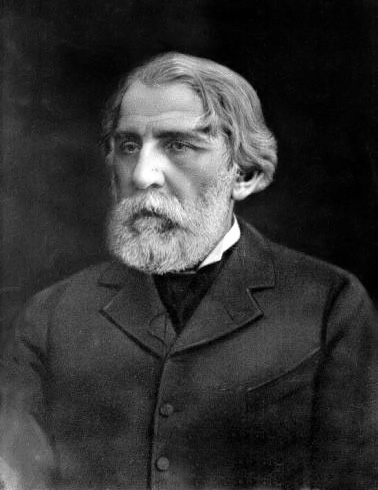
Ivan Sergejevič Turgeněv
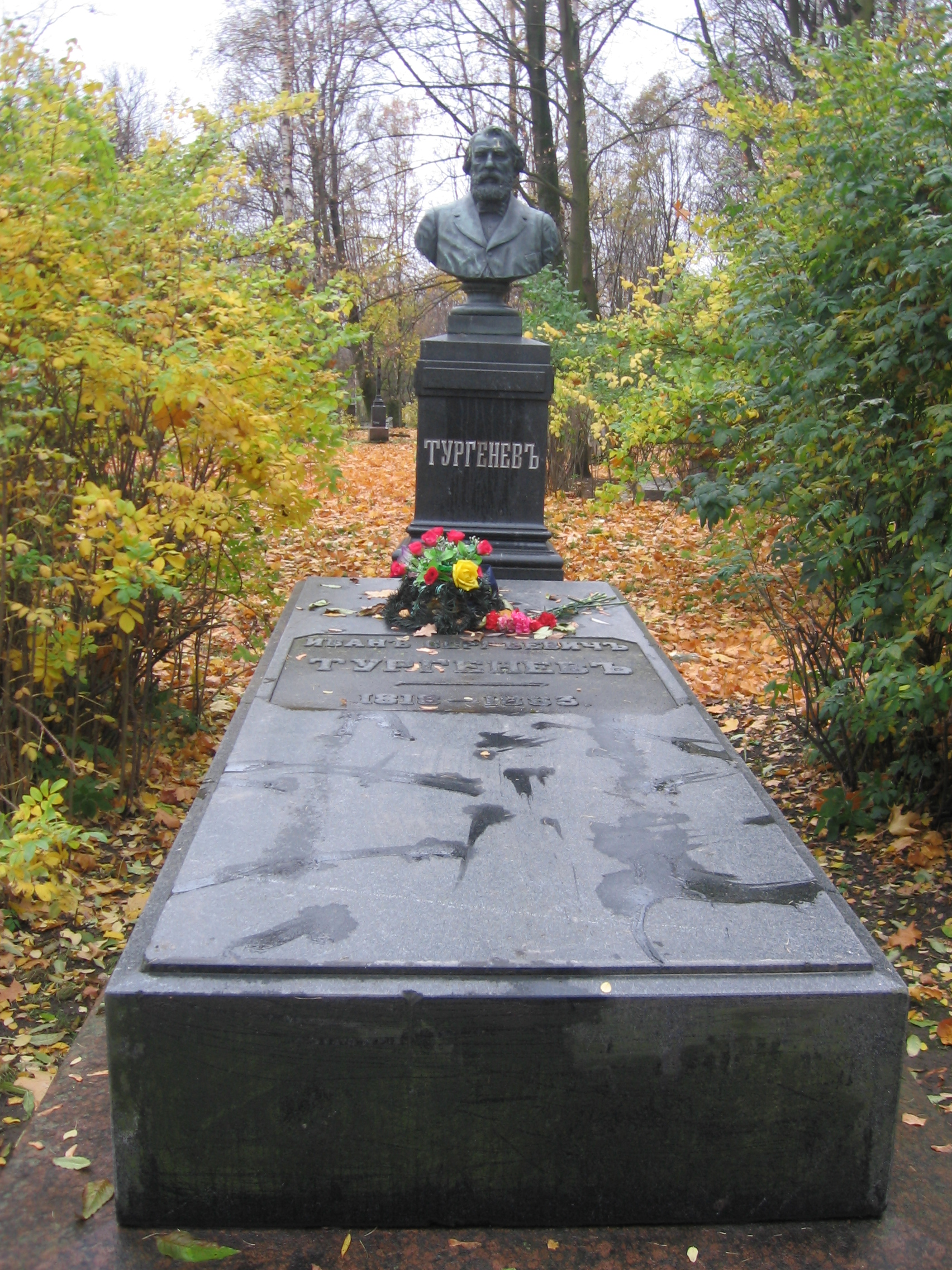
Jeho hrob v Petrohradě (Volkovský hřbitov)